# 克里斯季娜·伊利内赫
克里斯季娜·阿列克谢耶芙娜·伊利内赫（俄语：Кристина Алексеевна Ильиных，1994年11月27日—），俄罗斯女子跳水运动员，2017年世界游泳锦标赛女子双人3米跳板铜牌得主、2019年世界军人运动会女子双人3米跳板银牌得主、女子1米跳板和女子3米跳板铜牌得主。